# 孫悟空西へ行く
『孫悟空西へ行く』（そんごくうにしへゆく）は、1964年1月5日から7月19日までテレビ放送されたドラマである。関東ではTBSで、毎週日曜15:00 - 15:30（JST）に放送された。全26回。

## 概要
「西遊記」を題材としており、特撮要素も用いられた。

## 出演者
- 孫悟空：尾上鯉之助
- 沙悟浄：上田寛
- 猪八戒：丸凡太
- 三蔵法師：林雄太郎
- ナレーター：中村玉緒

ほか

## スタッフ
- 製作：山崎兼嗣、初田洋
- 脚本：尼子成夫、有麻徹
- 撮影：谷口政勝
- 擬斗：宮内昌平
- 助監督：浜比呂志
- 演出：山崎芳照、森美智夫
- 制作：山崎プロダクション